# Greatest Hits Vol. 3 (Cockney Rejects)
Greatest Hits vol.3 è il terzo album dei Cockney Rejects, pubblicato nel 1981 dalla EMI. L'album è stato registrato in presa diretta in studio di registrazione davanti a un pubblico di fan.

## Tracce
1. The Rocker – 2:26
2. Bad Man – 2:38
3. I'm Not a Fool – 3:50
4. On the Waterfront – 2:58
5. On the Run – 3:39
6. Hate Of the City – 5:49
7. Easy Life – 2:57
8. War on the Terraces – 2:34
9. Fighting in the Streets – 2:46
10. Greatest Cocjkney Rip Off – 2:21
11. Join the Rejects – 3:34
12. Police Car – 1:48
13. East End – 2:41
14. Motorhead – 3:05
15. Hang'em High – 4:12